# Chironomus pulcher
Chironomus pulcher är en tvåvingeart som beskrevs av Christian Rudolph Wilhelm Wiedemann 1830. Chironomus pulcher ingår i släktet Chironomus och familjen fjädermyggor. Inga underarter finns listade i Catalogue of Life.